# هانس نيكولاي لانج
هانس نيكولاي لانج (بالنرويجية البوكمول: Hans Nicolai Lange)‏ هو سياسي نرويجي، ولد في 2 ديسمبر 1795، وتوفي في 24 ديسمبر 1848. انتخب عضو برلمان النرويج ‏.